# Бінго (азартна гра)

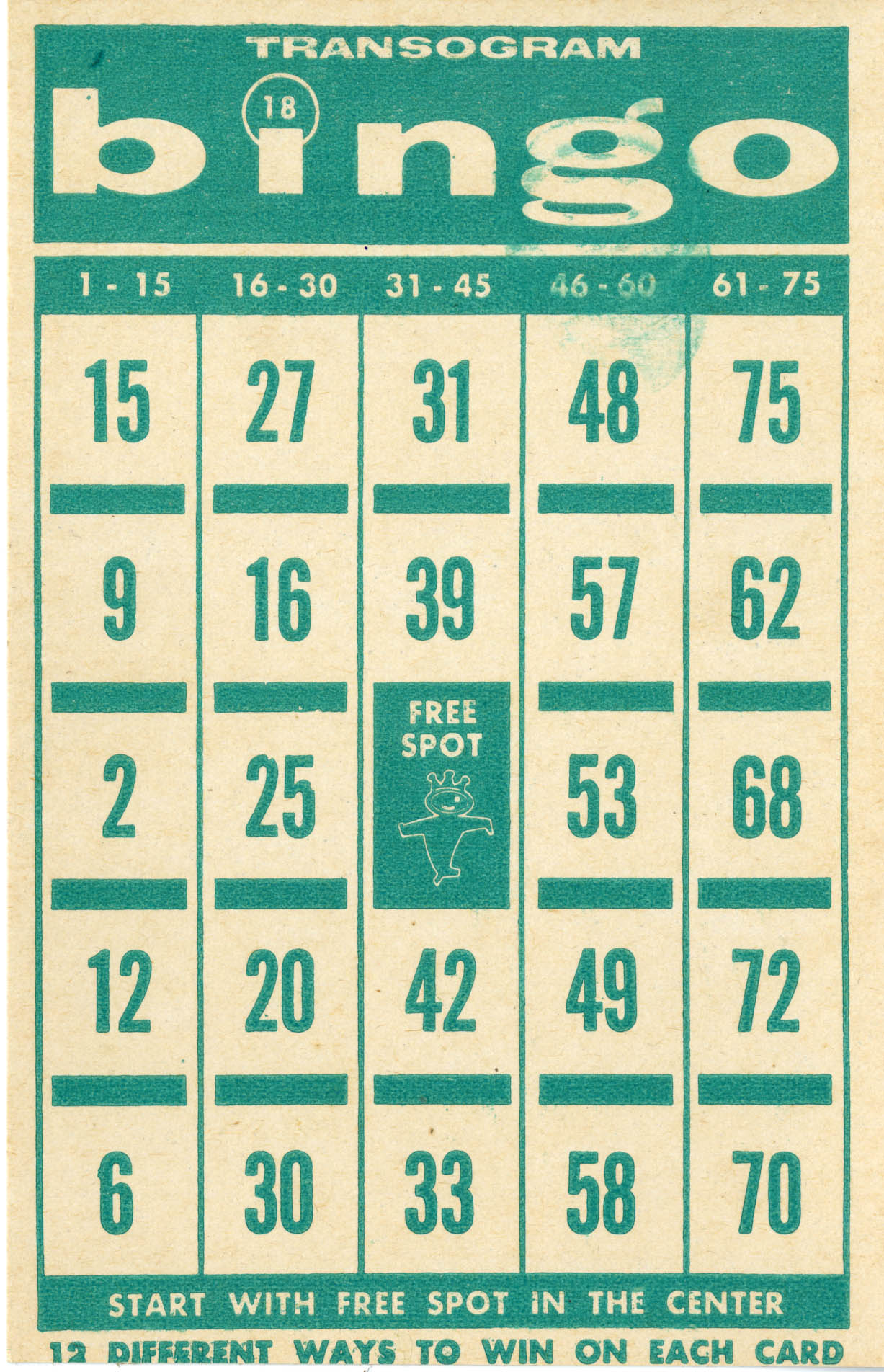
Бінго-картка

Бінго (англ. Bingo) — лотерейна гра, яка користується великою популярністю серед гравців у Великій Британії, на Філіппінах та у США. Бінго є нащадком настільної гри Лото.

## Походження
Назва Бінго була введена в 1929 році американцем Едвіном Лоу. Він спостерігав на ярмарку в Джорджії за групою іспанських гравців, які накривали витягнуті номери сушеними бобами та при виграші вигукували «Beano». Коли Едвін Лоу провів свої перші раунди гри Біно в Нью-Йорку, одна переможниця в запалі гри вигукнула «Бінго». Лоу вирішив, що ця назва звучить краще, і так вона залишилася.
За один долар на рік інші могли користуватися грою, але за умови називати її Бінго.

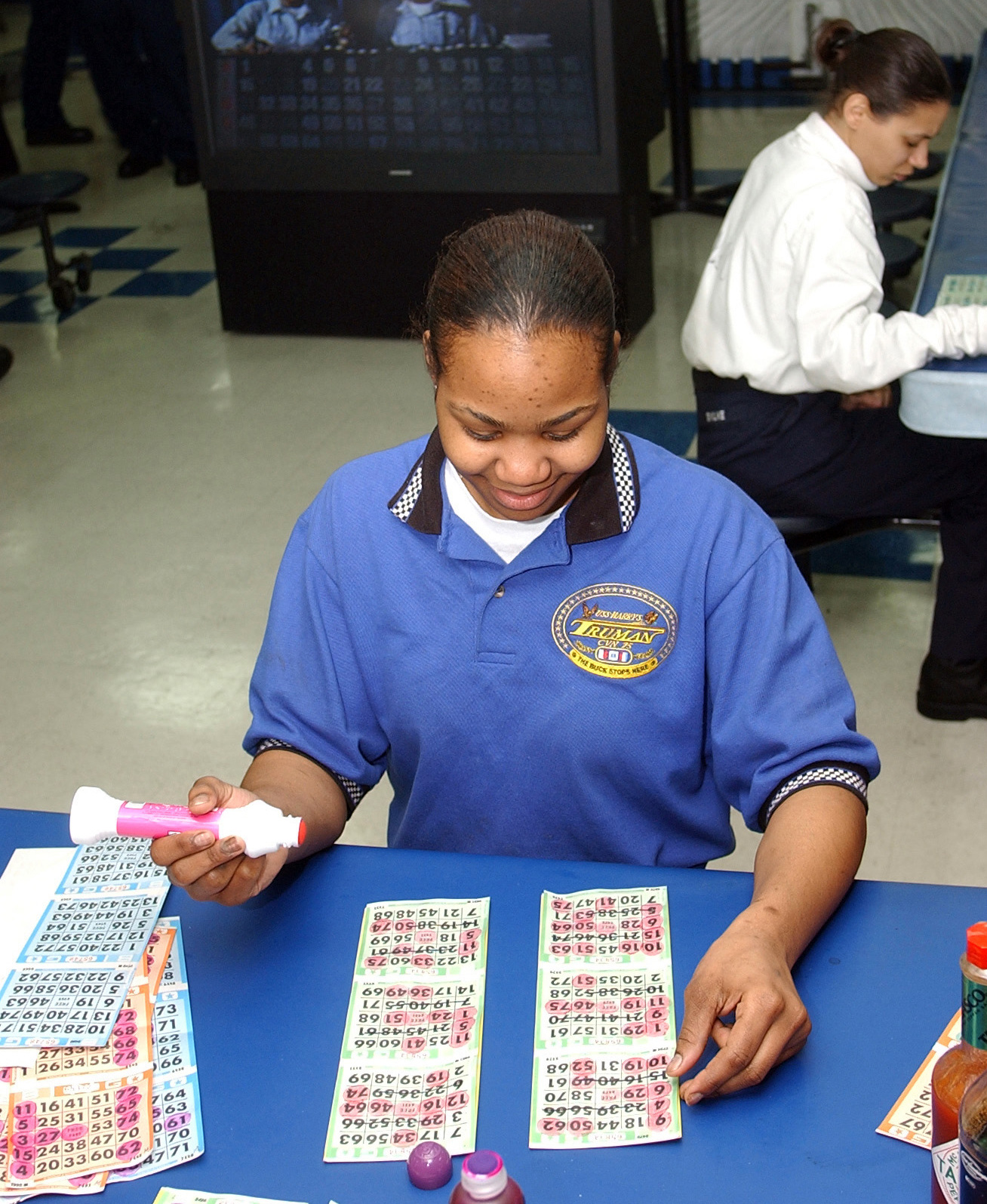
Бінго

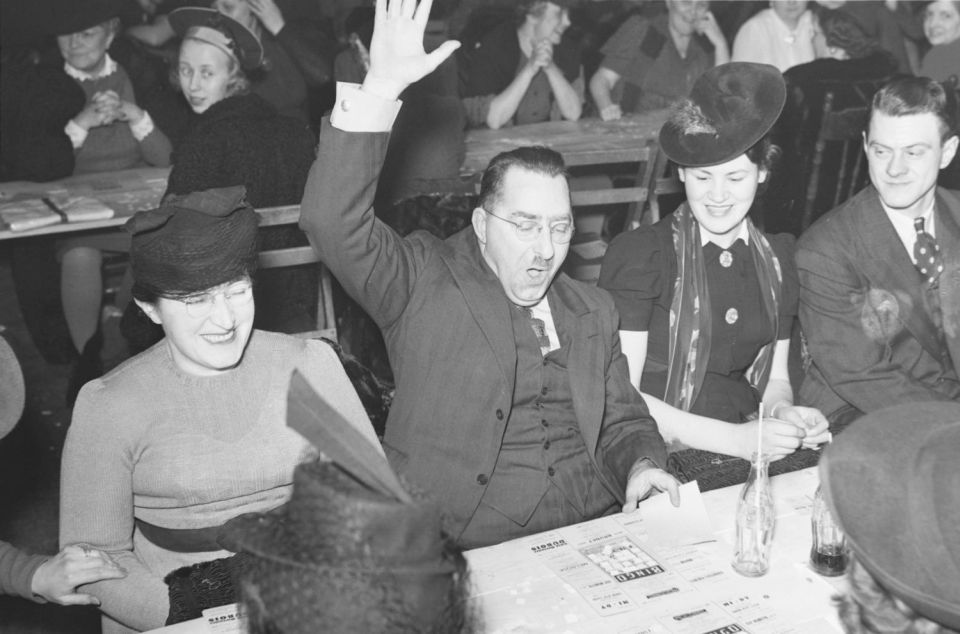
Переможець у Монреалі вигукує Бінго, 1941

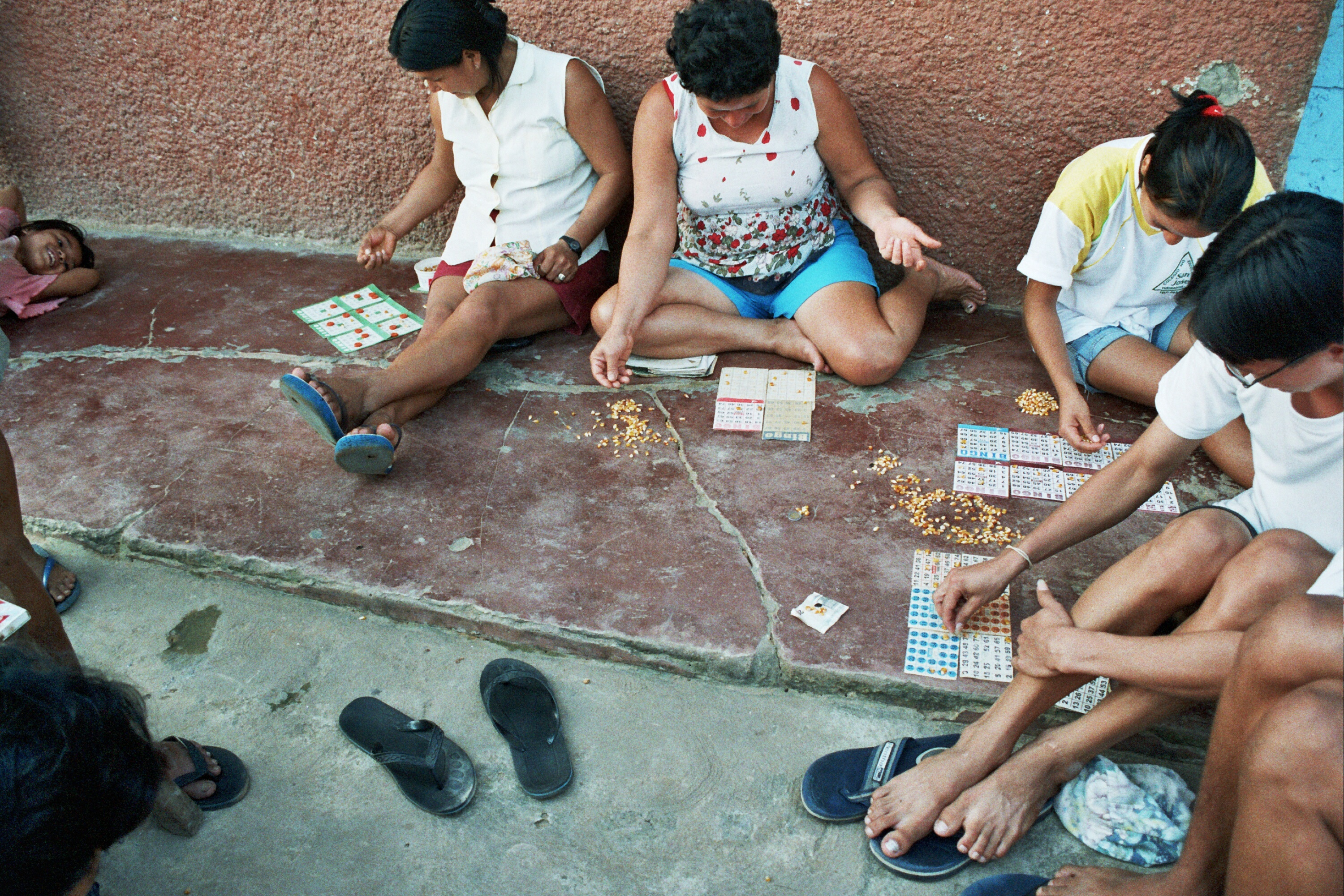
Жінки у Юрімагуас (Перу) грають у Бінго. В якості ставок використовують кукурудзяні зерна.

## Правила гри
На відміну від інших лотерей, Бінго супроводжується соціальним ефектом, оскільки учасники сидять у залі разом.

### Бінго на 75 куль
Учасники купують квитки або купони для участі, які містять певну кількість чисел. Картки складаються з одного або кількох квадратів з 5×5 полями, кожне з яких містить число від 1 до 75, за винятком центрального поля, яке може вважатися «вільним джокером». Конферансьє випадковим чином витягує з барабану кулі з числами, як у лото. Він оголошує ці числа, часто разом з однією з літер зі слова «Bingo» як позначення стовпця, після чого учасники відзначають їх на своїх картках фарбовим штампом або каменем, якщо вони мають оголошене число на своєму квитку. Як тільки перший учасник позначить усі п'ять чисел в одній горизонтальній або вертикальній лінії чи по діагоналі, він голосно вигукує «Бінго!». У деяких випадках виграшною комбінацією також вважається, якщо відмічені середнє поле та чотири кути. В інших варіантах гри виграшними можуть бути різні фігури; також існує варіант, коли необхідно Відмітити всі числа, щоб виграти («варіант Blackout»). Після перевірки його квитка він стає переможцем, отримує приз у вигляді речі або грошей, і раунд гри завершується.

### Бінго на 90 куль
У варіанті Бінго на 90 куль квиток містить три ряди і дев'ять стовпців. Випадають числа від 1 до 90 у трьох раундах. У кожному ряду зазначено п'ять чисел у порядку зростання, а решта полів залишаються порожніми. У першому раунді необхідно заповнити один горизонтальний ряд, а в другому — два з трьох стовпців, щоб виграти.

## Поширення
Також у телебаченні Бінго стало основою для успішних програм. У Скандинавії з 1990-х років існує Bingolotto. У Німеччині (Bingo на Sat.1 і Bingo! на NDR) та Австрії (Bingo на ORF) існують різні телевізійні шоу на основі гри Бінго.
У деяких регіонах Бергської землі під час сезону капусти проводяться лотереї ковбас або яєць за правилами Бінго, зокрема під час «Wurstlotten» або «Eierlotten».
У Туреччині Бінго (тур. Томбала) традиційно грають на новорічну ніч у колі сім'ї.
У німецькій пресі Бінго використовується для збільшення «тиражу». Ігрові картки з декількома раундами гри додаються до газет заздалегідь і додатково роздаються в кіосках. Виграшні числа щоденно публікуються на першій шпальті газети, доки переможець не заявить про свій виграш. У разі підтвердження виграшу починається новий раунд гри. Правові рамки для проведення таких ігор є дуже суворими і часто стають предметом судових спорів. Церкви іноді використовують такі ігри для залучення членів парафії та збору коштів на благодійні проєкти.
У Мексиці поширений варіант, який грається з малюнками замість чисел, відомий як Lotería.
Варіант гри, поширений у Великій Британії, схожий на настільну гру Лото.